# Eclipsiodes cuprealis
Eclipsiodes cuprealis là một loài bướm đêm trong họ Crambidae.